# Lăng Ông (Bà Chiểu)
Lăng Tả quân Lê Văn Duyệt (tên chữ: Thượng Công Miếu, chữ Hán: 上公廟, tục gọi là Lăng Ông - Bà Chiểu) là khu đền và mộ của Tả quân Lê Văn Duyệt (1764-1832) hiện tọa lạc tại số 1 đường Vũ Tùng, có cổng Tây tại số 126 đường Lê Văn Duyệt, phường Gia Định, Thành phố Hồ Chí Minh, Việt Nam. Do vị trí Lăng Ông nằm ở khu vực Bà Chiểu nên người dân quen gọi chung Lăng Ông - Bà Chiểu (tức là "Lăng Ông ở Bà Chiểu") để chỉ khu vực này.
Trước năm 1975, tuyến đường chạy dọc theo phía tây Lăng Ông (đoạn từ Lăng Ông đến cầu Bông) mang tên đại lộ Lê Văn Duyệt. Đến ngày 14 tháng 8 năm 1975, đoạn này được đổi tên thành Đinh Tiên Hoàng và nhập chung với con đường cùng tên ở phía Quận 1. Đến ngày 16 tháng 9 năm 2020, đoạn đường này được phục hồi tên cũ là đường Lê Văn Duyệt nhân dịp giỗ lần thứ 188 của ông.

## Vị trí, tên gọi
Lăng Ông rộng 18.501 m² trên một gò đất cao, nằm giữa bốn con đường: Lê Văn Duyệt, Phan Đăng Lưu, Trịnh Hoài Đức và Vũ Tùng.
Lăng nằm kế bên khu chợ Bà Chiểu nên mỗi khi nhắc đến tên chợ này là nghĩ ngay đến lăng Ông. Rất nhiều người nơi khác thường nhầm rằng đây là lăng thờ ông và bà tên Chiểu. Thật ra không phải như vậy, đây là lăng thờ ông bà Lê Văn Duyệt. Và do lệ kiêng cữ tên, không biết từ lúc nào, người dân đã ghép hai từ "lăng Ông" với hai từ "Bà Chiểu" để chỉ khu lăng của Tả Quân.
Theo nhà văn Sơn Nam, tên Bà Chiểu là tên vùng đất, chỉ mới xuất hiện thời vua Tự Đức. Chiểu có nghĩa là ao nước thiên nhiên, Bà Chiểu là nữ thần được thờ bên ao thiên nhiên. Ở Thủ Đức cũng có vùng đất tên là Linh Chiểu .

## Lịch sử
Trong công trình kiến trúc của lăng, được xây dựng sớm nhất là phần mộ .
Năm 1835 sau sự biến thành Phiên An, Lê Văn Duyệt bị lên án và buộc tội đã gián tiếp gây nên biến loạn, vua Minh Mạng đã ra chỉ dụ san bằng mộ, trên dựng bia đá có khắc tám chữ Quyền yêm Lê Văn Duyệt phục pháp xử (chỗ tên hoạn quan Lê Văn Duyệt chịu tội), theo Đại nam thực lục chính biên quốc sử quán triều Nguyễn.
Đến năm Tân Sửu (1841), vua Thiệu Trị lên ngôi cho dẹp bỏ trụ đá hài tội và đắp lại mộ. Năm đầu đời Tự Đức (1848), Đông Các đại học sĩ Võ Xuân Cẩn dâng sớ xin phục hồi quan tước, gia ơn cho con cháu các công thần, trong đó có Lê Văn Duyệt. Nhà vua xem sớ cảm động, truy phong cho cả ba ông và ban phẩm hàm cho con cháu họ. Lại cho đắp phần mộ Lê Văn Duyệt ở Gia Định cao rộng thêm và cho sửa sang miếu thờ . Theo nhà văn Sơn Nam, thì sau đó dân làng Long Hưng đem trình quan sở tại một người cháu nội của Lê Văn Phong (Phong là em ruột Tả quân) tên Lê Văn Thi, bấy lâu sợ tội với triều đình nên mãi trốn tránh. Sau đó, ông Thi được phép đến Bà Chiểu, lo việc chăm sóc Lăng Ông. Ngày nay ở trong miếu vẫn còn thờ ông Thi làm Tiền hiền .
Và từ khi Hội Thượng Công Quý Tế được thành lập vào năm 1914, việc cúng tế được tổ chức đều đặn hàng năm và việc trùng tu cũng được tiến hành nhiều lần. Ngày 6 tháng 12 năm 1989, toàn bộ khu lăng được Bộ Văn hóa công nhận là di tích Lịch sử Văn hóa cấp quốc gia.

## Kiến trúc

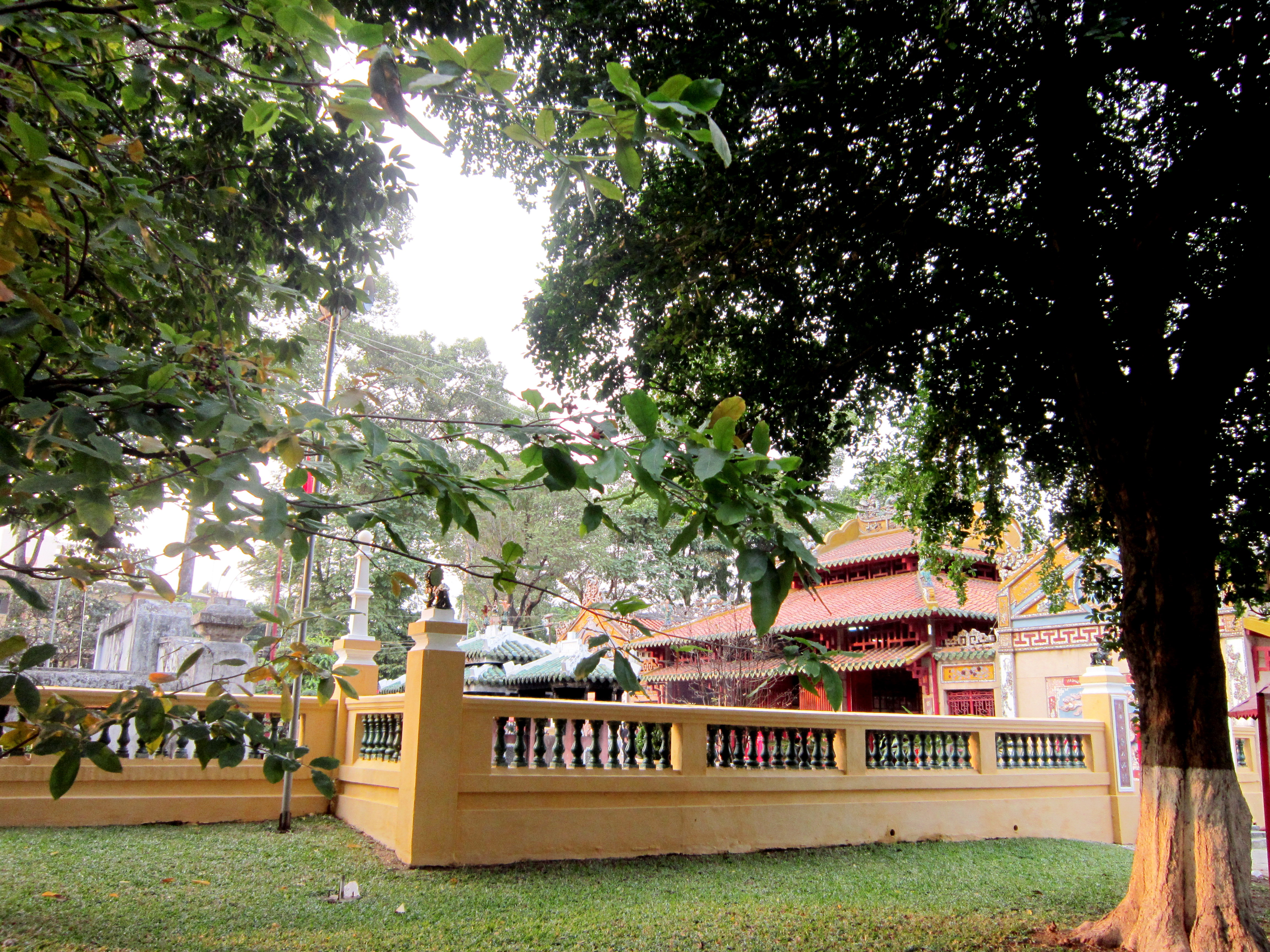
Mộ (trái) và đền thờ (phải) Tả quân Lê Văn Duyệt

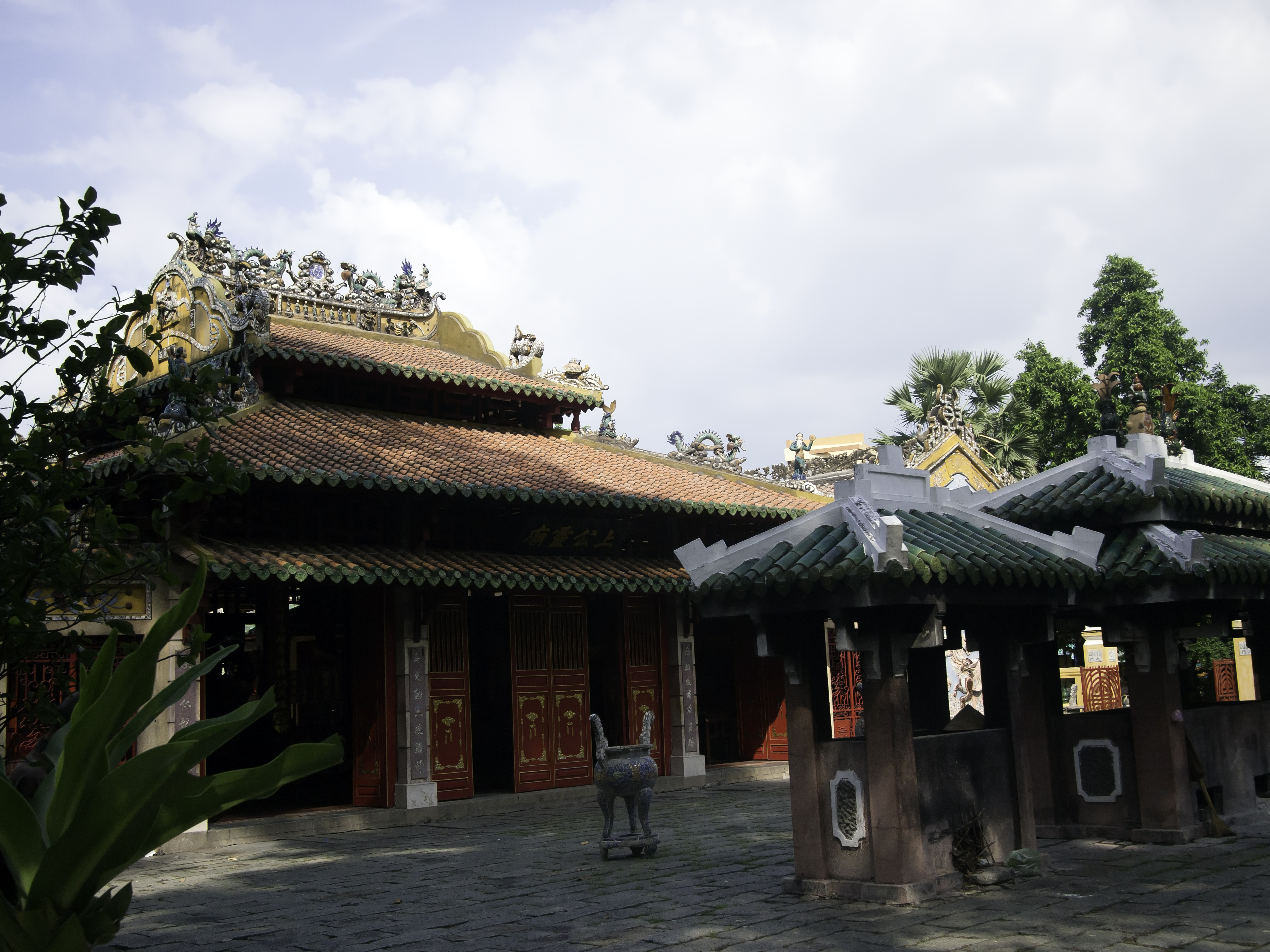
Miếu thờ

Lăng Ông trên mặt sau tờ 100 đồng Việt Nam Cộng Hòa

Chung quanh khu lăng có bức tường bao bọc dài 500m, cao 1,2 m được trổ bốn cổng ra vào theo bốn hướng, được xây dựng vào năm 1948. Năm sau, cổng Tam quan cũng được xây. Cổng có hàng đại tự nổi bằng chữ Hán Thượng Công Miếu, được đặt ở hướng Nam, mở ra đường Vũ Tùng. Trước năm 1975, cổng này đã từng được chọn là biểu tượng của vùng Sài Gòn-Gia Định xưa.
Khu lăng được xây dựng trên một trục đường chính. Từ cổng Tam quan ở phía nam vào qua một khu vườn cảnh là: 
1. Nhà bia nơi đặt bia đá ghi công đức Tả quân
2. Mộ Tả quân và vợ, có bình phong và tường hoa bao quanh
3. Miếu thờ

### Nhà bia
Nhà bia được xây dựng như một ngôi điện nhỏ, tường gạch, mái lợp ngói âm dương. Bên trong có tấm bia đá khắc văn bia chữ Hán đề "Lê công miếu bia" (Bia dựng tại miếu thờ Lê công) do Kinh lược sứ Hoàng Cao Khải viết năm Giáp Ngọ (1894). Nội dung văn bia ca tụng công đức Lê Văn Duyệt đối với triều đình và nhân dân.

### Lăng mộ
Toàn thể khu mộ đều được xây bằng một loại vữa hợp chất. 
Phần mộ gồm hai ngôi mộ song táng: Tả quân và vợ là bà Đỗ Thị Phẫn. Hai ngôi mộ đặt song song và được cấu tạo giống nhau, có hình dạng như nửa quả trứng ngỗng xẻ theo chiều dọc, úp trên bệ lớn hình chữ nhật. Theo các nhà khảo cổ học và kiến trúc sư, mộ này còn được gọi là mộ "quy" (quy tức là rùa, vì ngôi mộ có hình dáng như một con rùa đang nằm). Trước mộ có một khoảnh sân nhỏ để làm lễ. Từ nơi nhà bia nhìn vào, mộ Lê Văn Duyệt phía bên phải. Bao quanh mộ là một bức tường bằng đá ong dày hình chữ nhật, thông ra tận sân đốt nhang đèn.
Ngoài ra, ở đây còn hai phần mộ nhỏ của hai cô hầu .

### Miếu thờ
Cách khu lăng mộ một khoảng sân dài đến khu vực "Thượng công linh miếu", nơi diễn ra các sinh hoạt tín ngưỡng của nhân dân trong việc thờ cúng Lê Văn Duyệt. Bố cục của miếu bao gồm tiền điện, trung điện và chính điện. Mỗi gian điện thờ cách nhau bằng một khoảnh sân lộ thiên, gọi là sân thiên tỉnh (giếng trời). Đối xứng hai bên trục nhà chính là hai dãy Đông lang và Tây lang.
Công trình mang dấu ấn của lối kiến trúc miếu thờ nhà Nguyễn, với những mái "trùng thiềm điệp ốc" và kỹ thuật kết nối khung nhà bằng các lỗ mộng. Ngoài ra, nhờ kỹ thuật chạm khắc gỗ, chạm khắc đá, khảm sành sứ mà nơi thờ cúng này còn giữ được vẻ đẹp cổ kính cho đến ngày nay.

## Thờ cúng

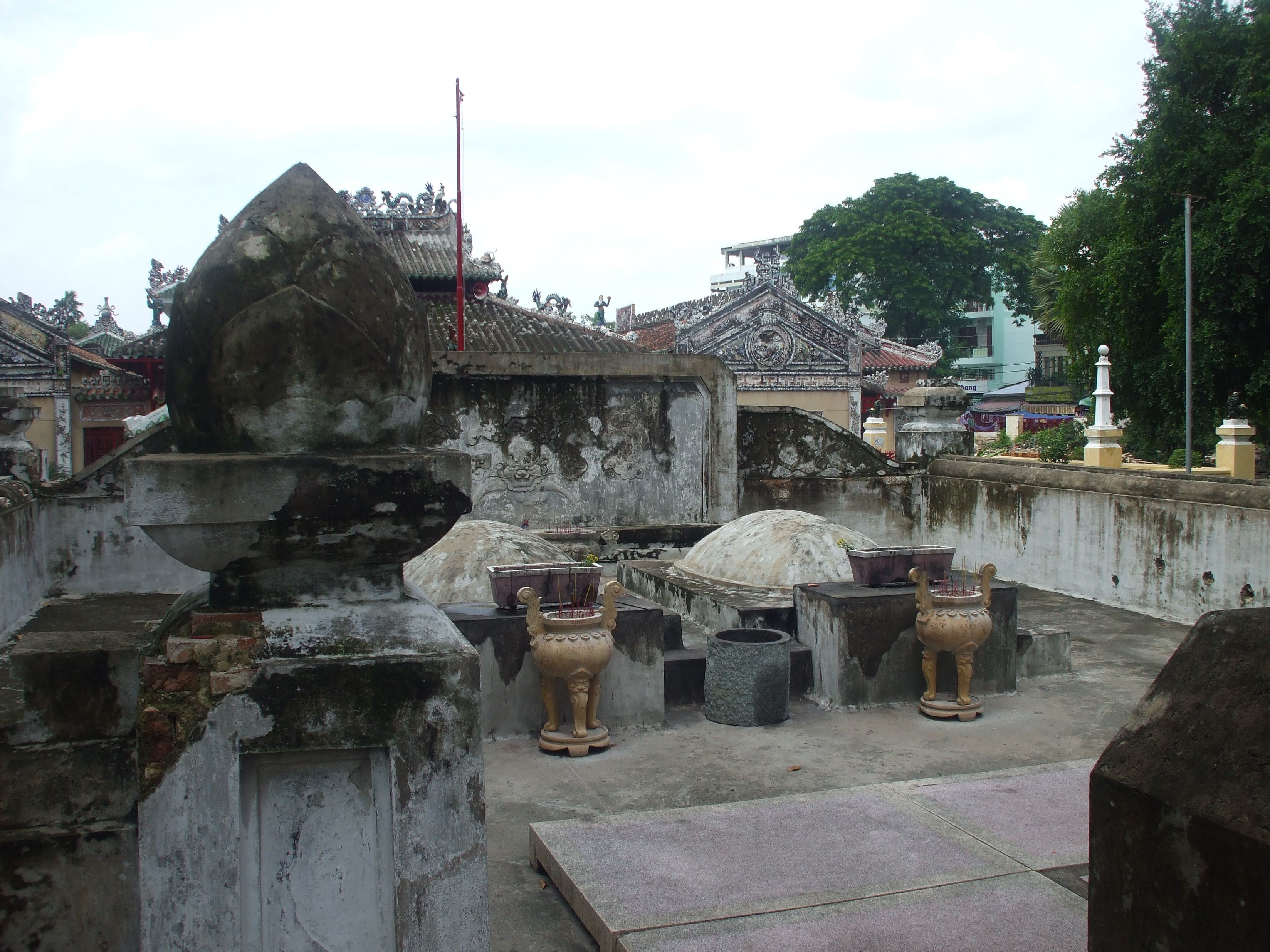
Mộ Tả quân Lê Văn Duyệt (phải) và vợ (trái)

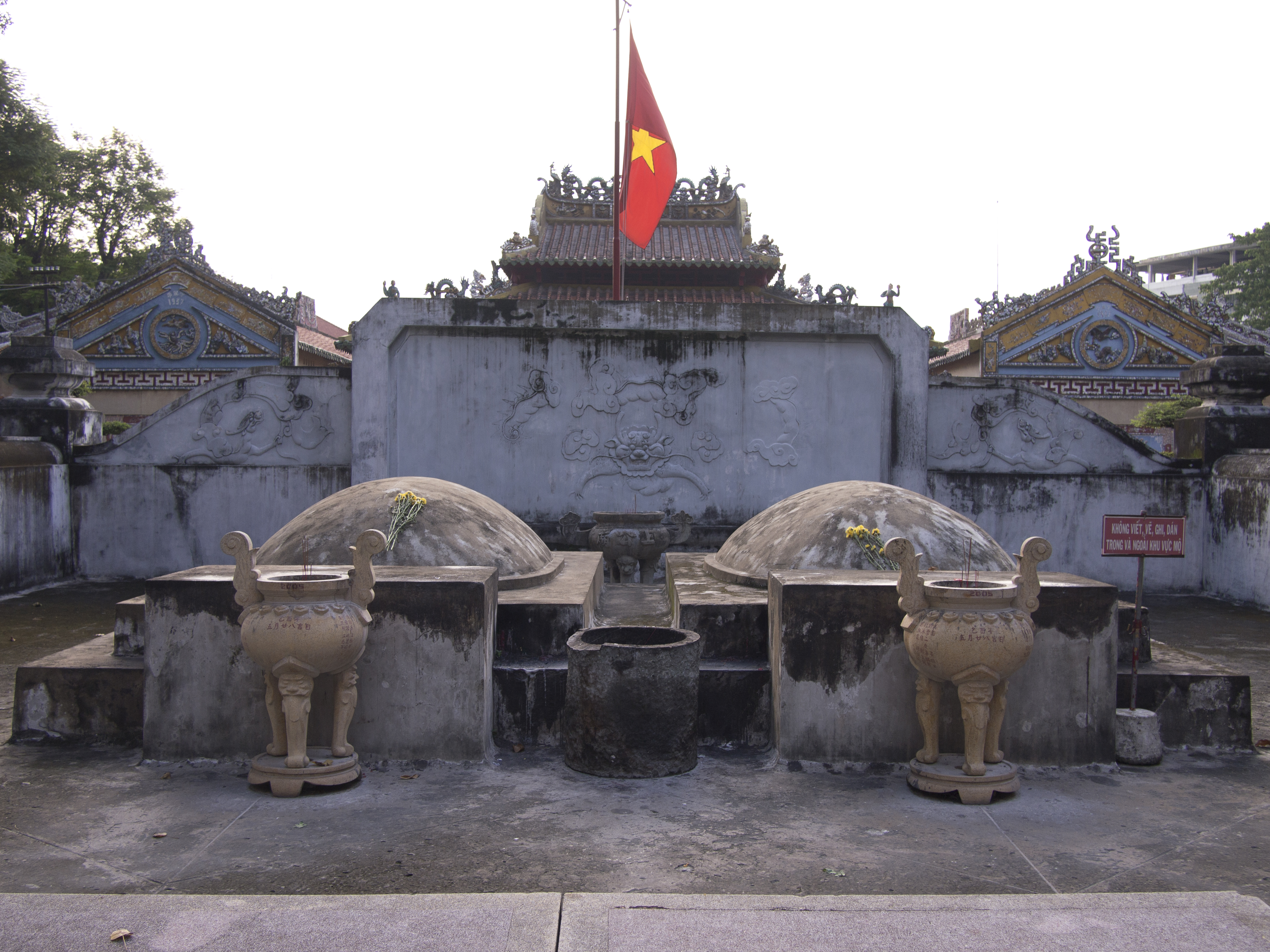
Cận cảnh mộ tả quân Lê Văn Duyệt (phải) và vợ (trái)

Nơi chính điện có bức tượng bằng đồng của Tả quân Lê Văn Duyệt. Tượng được đúc bằng đồng nguyên chất, cao 2,65 m, nặng 3 tấn do nhà điêu khắc Phạm Văn Hạng thực hiện. Đây là ý tưởng của tạp chí Xưa & nay và Hội Khoa học lịch sử Việt Nam trong chương trình Đúc tượng đồng cho lăng Ông.
Nơi trung điện, thờ Tả quân Lê Văn Duyệt (giữa), Thiếu phó Lê Chất (phải), Kinh lược Phan Thanh Giản (trái).
Hàng năm, tại lăng đều có tổ chức lễ giỗ Tả Quân Lê Văn Duyệt long trọng, vào các ngày 29 hoặc 30 tháng 7, mồng 1 và 2 tháng 8 âm lịch. Lễ giỗ được cử hành theo nghi thức cấp tiểu cung đình triều Nguyễn, lễ tế do Ban Quý Tế Lăng Tả Quân Lê Văn Duyệt thực hiện. Ngoài lễ tế, còn có lễ xây chầu - đại bội và lễ Tôn Vương, diễn những vở tuồng xưa để phụng cúng Đức Tả Quân và bá tánh thưởng thức,
Khi ông mất, dân gian xem ông như một vị thần, vì vậy việc thờ cúng và tế lễ ông tại lăng mang nghi thức thờ thần và tế thần. Nói rõ hơn, lễ hội lăng Ông Bà Chiểu không phải là lễ tưởng niệm anh hùng dân tộc như Trương Định, Nguyễn Trung Trực hay Nguyễn Huỳnh Đức... mà là lễ hội mang tính dân gian như lễ Bà Chúa Xứ (xem Miếu Bà Chúa Xứ) hoặc vía Điện Bà ở Tây Ninh (xem Núi Bà Đen).

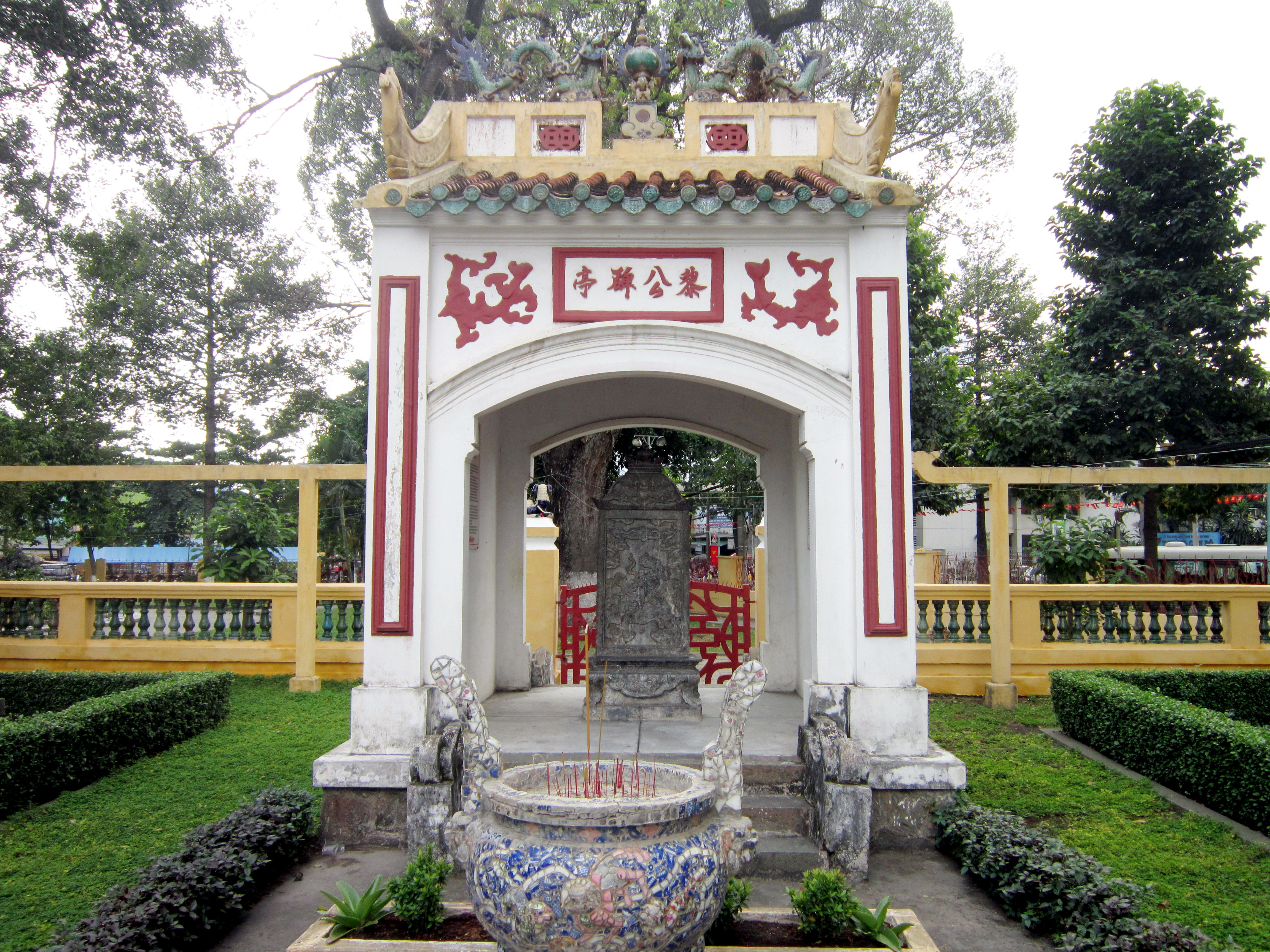
Nhà bia trong khuôn viên

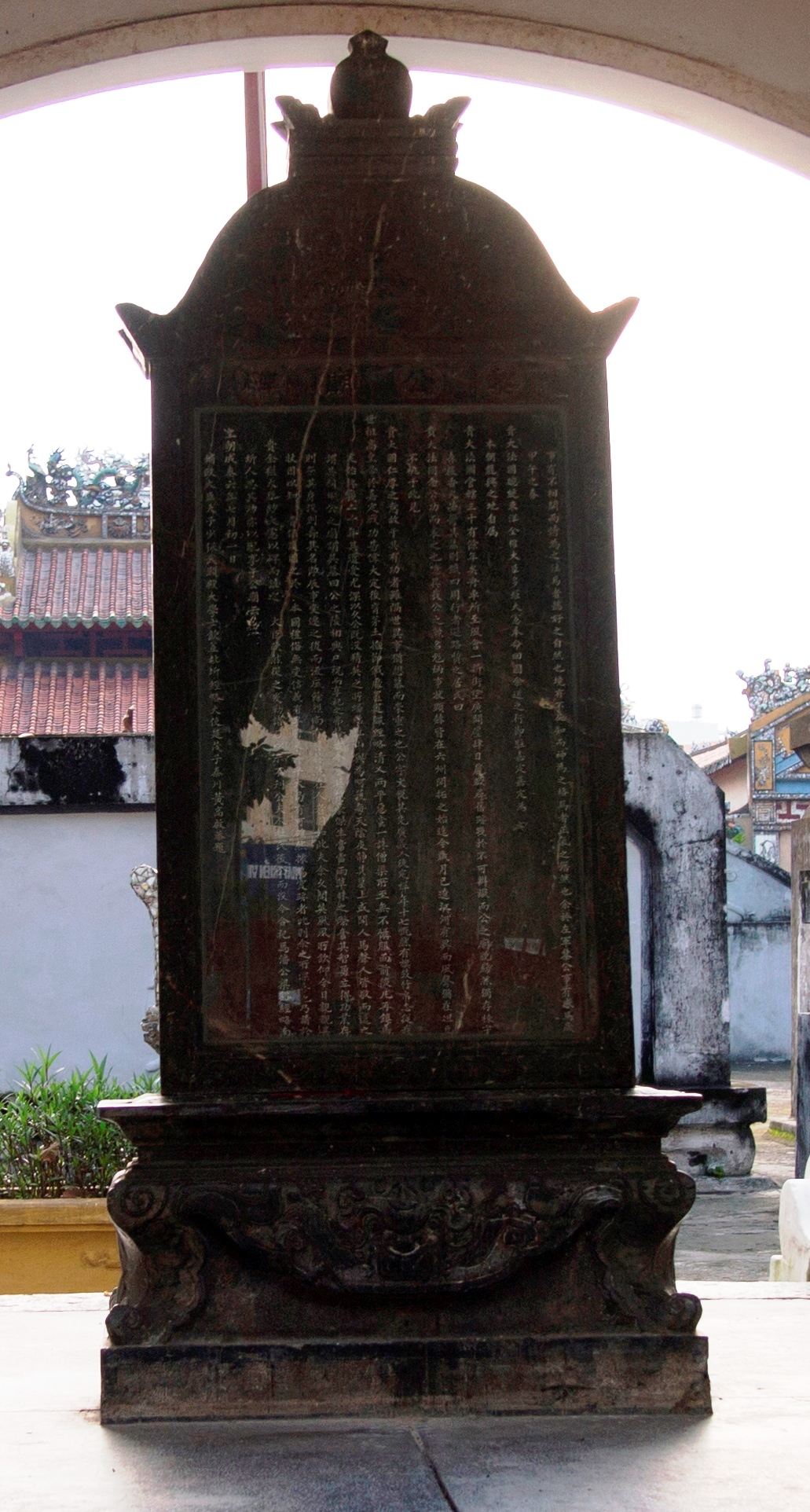
Nội dung bia trong khu Lăng Ông Bà Chiểu

Số người dự hội có đến hàng chục vạn, không chỉ người địa phương mà cả khách tỉnh xa cũng về dự hội. Đáng chú ý trong số khách đi lễ số lượng người Hoa chiếm khoảng phân nửa. Bởi họ đến dâng hương để tạ ơn một vị "phúc thần", vì lúc sinh thời khi làm Tổng trấn Gia Định, ông đã có những chính sách, chủ trương nâng đỡ, tạo điều kiện cho cộng đồng người Hoa phát triển ngành nghề, an cư lạc nghiệp trên quê hương thứ hai của họ .
Ngoài Lê Văn Duyệt, Lê Chất, Phan Thanh Giản, trong đền còn thờ vợ ông, các Tiền hiền, Hậu hiền, các "Anh hùng liệt sĩ vị quốc vong thân" và hội viên quá vãng (những hội viên Hội Thượng Công Quý Tế đã qua đời và những vị đã cống hiến và giữ gìn truyền thống tại Lăng).

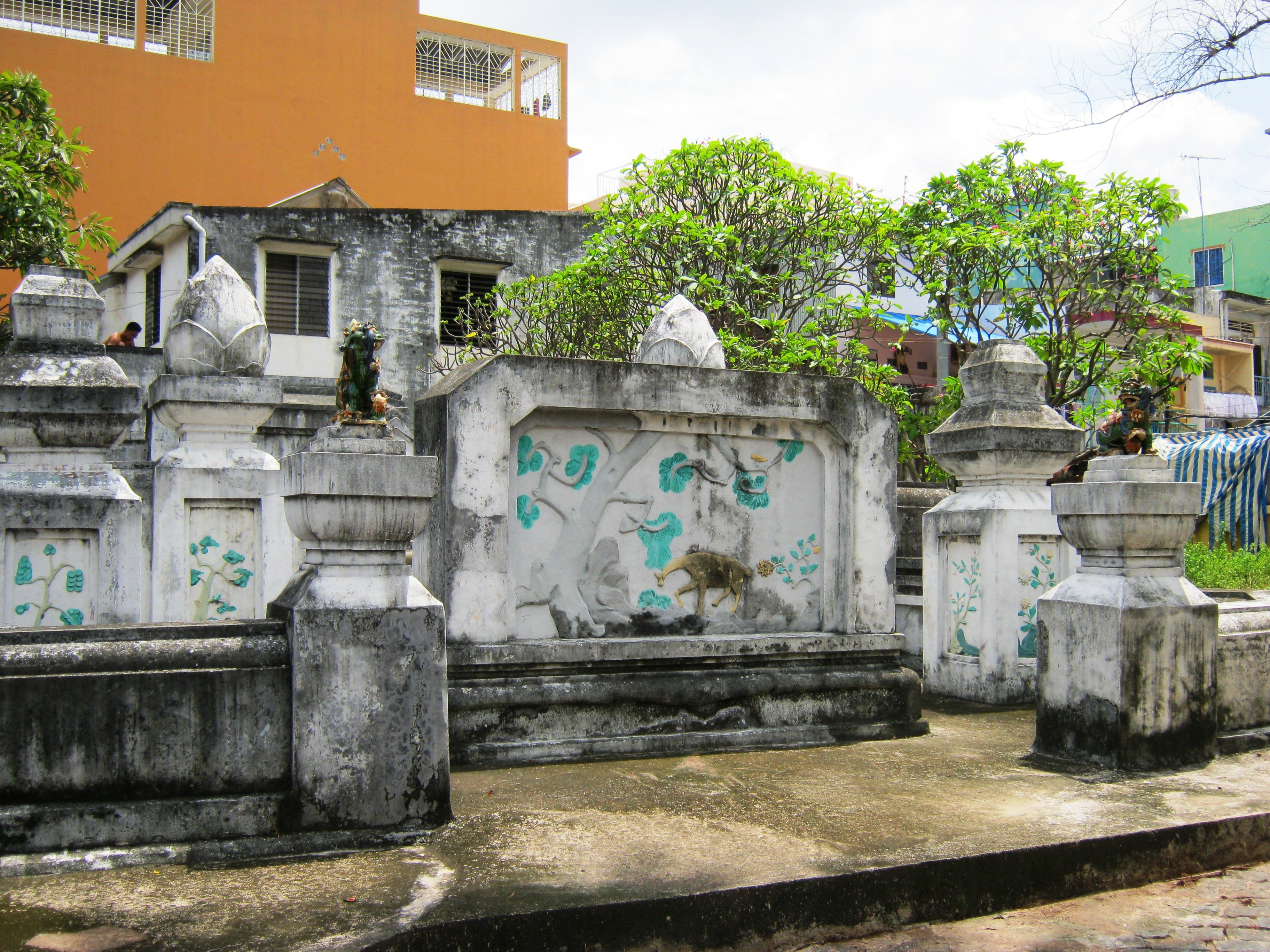
Mộ cô hầu